# Destry
Destry (titlu originar în engleză Destry Rides Again, în franceză Femme ou Démon) este un film american din 1939 regizat de George Marshall. În rolurile principale joacă actorii Marlene Dietrich,  James Stewart, Mischa Auer și Brian Donlevy.
Este a doua ecranizare a romanului lui Max Brand, Destry Rides Again.

## Rezumat
Kent, șeful lipsit de scrupule al unui saloon, îl ucide pe Șeriful Keogh atunci când acesta îi pune prea multe întrebări cu privire la un joc de poker fraudat care i-a dat lui Kent monopolul asupra fermelor locale de bovine. Primarul, care este în cârdășie cu Kent, îl angajează ca șerif pe bețivul orașului, Washington Dimsdale, presupunând că acesta va fi ușor de controlat. Dar ceea ce primarul nu știu este că Dimsdale a fost un ajutor de șerif al unui celebru om al legii, Tom Destry.  Dimsdale apelează la Tom Destry Jr, care este la fel de formidabil ca tatăl său, pentru a-i fi ajutor.

## Distribuție

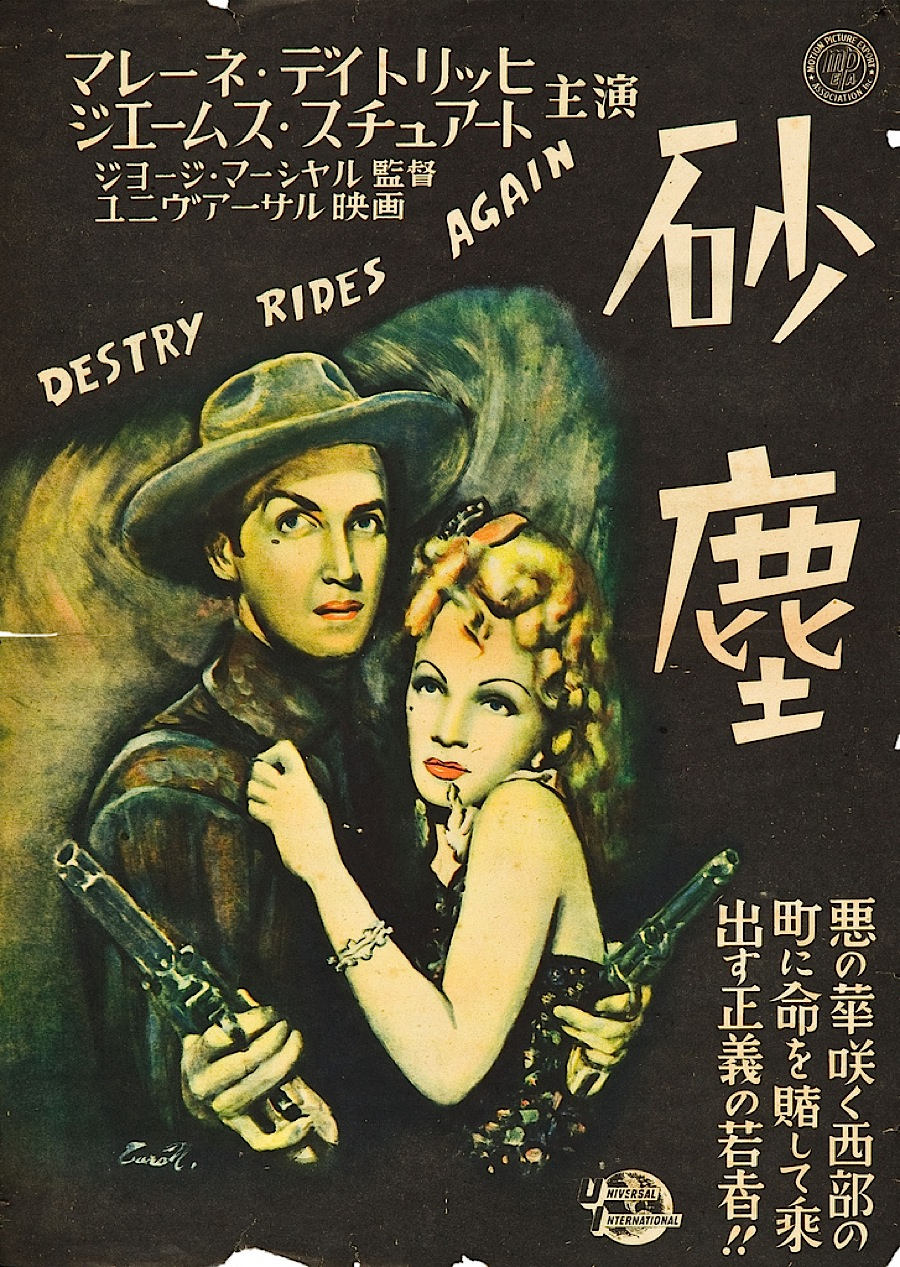
Afișul filmului în japoneză

- Marlene Dietrich - Frenchy, cântăreață de saloon
- James Stewart - Thomas Jefferson "Tom" Destry, Jr., noul ajutor de șerif
- Mischa Auer - Boris Callahan, rus ținut sub papuc
- "Charlie" Winninger - "Wash" (Washington Dimsdale), noul șerif
- Brian Donlevy - Kent, proprietar de saloon
- Allen Jenkins - "Gyp" Watson
- Warren Hymer - "Bugs" Watson
- Irene Hervey - Janice Tyndall
- Una Merkel - Lily Belle, "Mrs. Callahan"
- Billy Gilbert - "Loupgerou"
- Samuel S. Hinds - Judge Slade, primar
- Jack Carson - Jack Tyndall
- Lillian Yarbo - Clara